# Citadel
Citadel LLC és un fons d'actius amb seu a Chicago, Illinois fundat el 1990 per Kenneth C. Griffin. l'empresa inverteix capital a través de múltiples estratègies. Les principals activitats de Citadel LLC inclouen les trucades equity i opcions sobre actius. Citadel és l'onze major administrador de fons i de fons de cobertura al món.

## Història
Fundat el 1990 per Kenneth C. Griffin, l'empresa desplega capital a través de classes d'avantatge múltiple i estratègies. Les activitats principals de la ciutadella també inclouen equitat i mercat d'opcions-fent. Tot el poble és entre les empreses més grans per practicar flux d'ordre internalization, el qual comptes per a una quantitat significativa dels seus ingressos. Tot el poble és l'onzè tanca més gran director de fons en el món, i el segon més gran multi-director de fons de tanca d'estratègia en el món.

## Cronologia recent
- 2012: Citadel es fa amb el 6,3% d'Abercrombie.[5]
- 2015: Ben Bernanke fitxa com a directiu de Citadel.[6]

## Segments de negoci
Al febrer de 2015, Citadel compta amb prop de 27.000 milions de dòlars en capital sota gestió i és un dels gestors d'actius alternatius més grans del món. La seva gestió d'actius alternatius utilitza cinc estratègies principals que inclouen accions, matèries primeres, renda fixa, estratègies quantitatives i de crèdit.

### Fons d'inversions
Fons més grans de la Citadel són els fons de Kensington i Wellington.
El 2011, els fons cirereta a dos anys de sòlids retorns de 2009 i 2010 per l'encreuament de les seves marques de crescuda amb guanys de més del 20 per cent, superant la mitjana de la indústria de les pèrdues del 5 per cent Kensington i Wellington va registrar guanys del voltant del 25 per cent en 2012, completar la seva recuperació de la crisi financera

### Citadel Valors
Citadel Valors va ser creada el 2002 i és un dels fons propis minorista líder del mercat de capitals i opcions als EUA. La unitat consta d'una plataforma de vendes i comerç, juntament amb una franquícia de creació de mercat. Citadel Securities ofereix serveis tant a clients minoristes i institucionals a través de Serveis d'Execució del Citadel (CES) i al detall CES Institucional.
Citadel Valors mou aproximadament el 13 per cent del volum consolidat de renda variable dels Estats Units i el 20 per cent del volum d'opcions sobre renda variable. Citadel Valors té una cartera de 7.000 títols que cotitzen en Estats Units i més de 18.000 títols de venda lliure a tot el món. CES accedeix al mercat en més de 30 països.

### Citadel Technology
Citadel Technology, creada el 2009, és una filial que opera independentment de Citadel. Ofereix la tecnologia de gestió d'inversions, desenvolupat una àmplia gamma de serveis per a empreses i fons. En 2013, Citadel Tecnologia va anunciar una aliança amb REDI. L'associació combina